# Elias Meniates

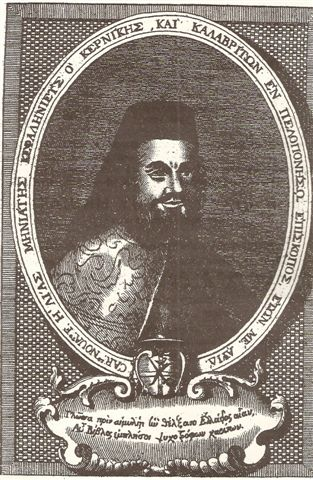

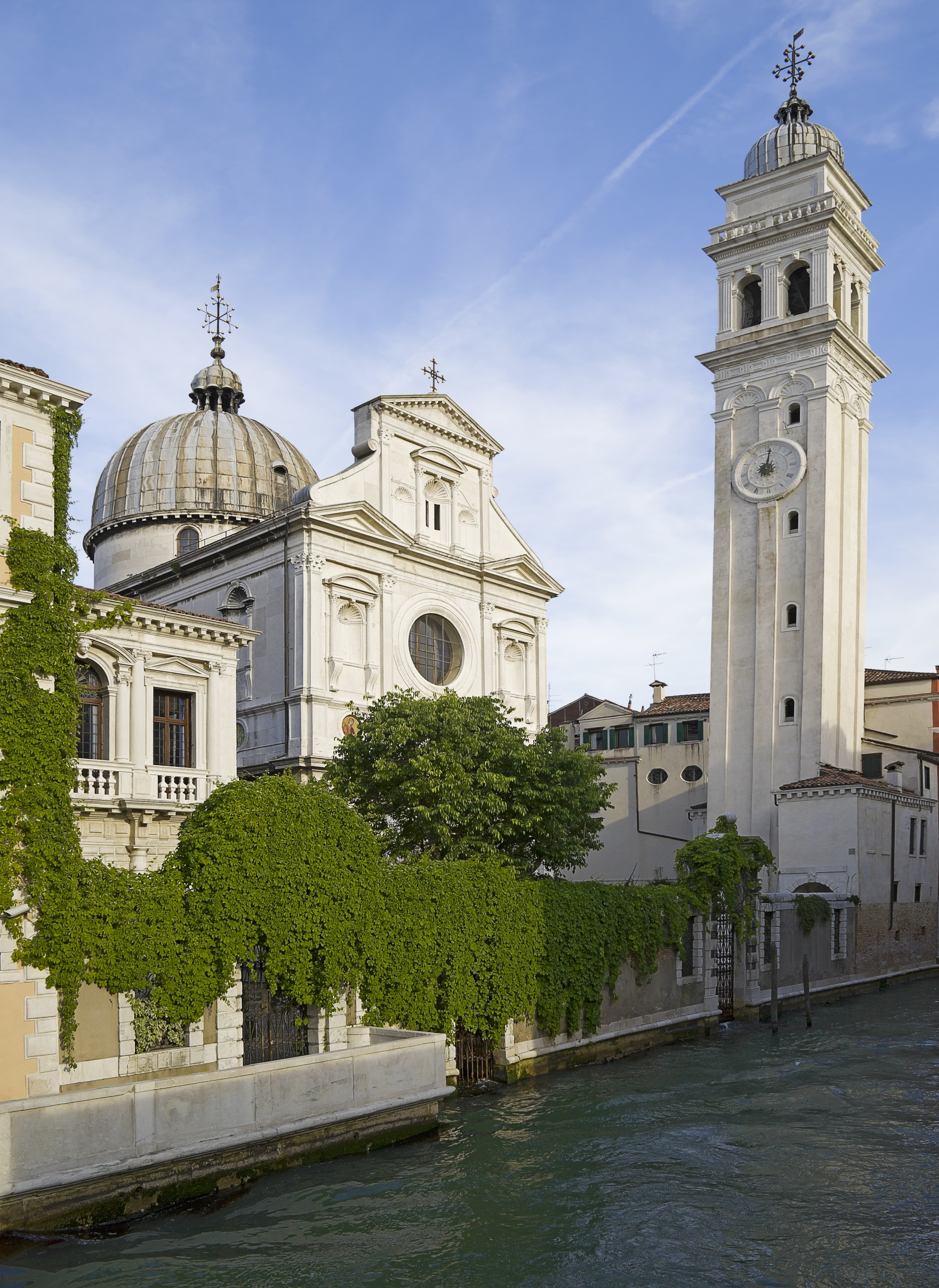
San Giorgio dei Greci

Elias („Élie“) Meniates (Ηλίας Μηνιάτης; * 1669 in Lixouri; † 1. August 1714 in Patras) war Hochschullehrer in Venedig und Erzbischof von Kernike und Kalavryta.

## Biografie
Elias Meniates wurde als Sohn des Predigers Frangiskos Meniates und seiner Frau Morezia geboren. Nach Besuch der Schule ging er 1679 nach Venedig und wurde in das Seminarium Flaginianum aufgenommen, wo er Philosophie, Theologie, Griechisch und Latein studierte und später auch unterrichtete. Gleichzeitig war er als Prediger in der griechisch-orthodoxen Gemeinde von Venedig, San Giorgio dei Greci tätig und wurde dort zum Notar des Metropoliten von Philadelpheia ernannt. Später kehrte er nach Kefalonia zurück, wo er sieben Jahre lang Philosophie und Griechisch lehrte und als Prediger tätig war, im Anschluss lehrte er in Zaknythos. Um 1700 lud ihn Antonio Molino (der venezianische Statthalter der Ionischen Inseln) nach Korfu ein, um die Erziehung seiner beiden Neffen zu übernehmen, jedoch ein Jahr später musste er dem neuen venezianischen Botschafter bei der Hohen Pforte, Lorenzo Soranzo, als Ratgeber und Attaché nach Konstantinopel folgen. Dort wurde er Lehrer der Patriarchatsschule und zum Prediger der Großen Kirche kehrte jedoch nach Kefalonia zurück. Der venezianischen Statthalter Francesco Grimani berief ihn auf die Peloponnes, und er betätigte sich als Lehrer und Prediger in Nauplion  und Argos. Vom Nachfolger Grimanis, Marco Loredano, unterstützt, wurde er 1711 zum Erzbischof von Kernike und Kalavryta ernannt. 
Er starb jedoch bereits drei Jahre später. Sein Leichnam wurde nach Lixouri überführt, wo er in der Johanneskirche beigesetzt wurde.

## Werk
Meniates beschäftigte sich mit den Hauptstreitpunkten der dogmatischen Kontroverse zwischen der griechisch-orthodoxen und der katholischen Kirche sowie mit den Ursachen dieses Schismas. A. Mazarakes gab eine Gesamtausgabe seiner Werke heraus (Leipzig 1718). Das Werk ist in Bratislava 1752 mit lateinischer Übersetzung und 1787 in Wien mit deutscher Übersetzung herausgegeben worden.